# Лихтенштейн на летних Олимпийских играх 1976
Лихтенштейн принимал участие в Летних Олимпийских играх 1976 года в Монреале (Канада) в восьмой раз в своей истории, но не завоевал ни одной медали. Страну на Играх представляли 4 мужчины и 2 женщины, принимавшие участие в соревнованиях по дзюдо и лёгкой атлетике.

## Лёгкая атлетика
Спортсменов — 3
Мужчины
| Спортсмен     | Вид   | Забег     | Забег | Полуфинал | Полуфинал | Финал     | Финал     |
| Спортсмен     | Вид   | Результат | Место | Результат | Место     | Результат | Место     |
| ------------- | ----- | --------- | ----- | --------- | --------- | --------- | --------- |
| Гюнтер Хаслер | 800м  | 1.48,83   | 5     | Не прошёл | Не прошёл | Не прошёл | Не прошёл |
| Гюнтер Хаслер | 1500м | 3.39,34   | 7     | Не прошёл | Не прошёл | Не прошёл | Не прошёл |

Женщины
| Спортсмен    | Вид  | Забег     | Забег | Четверьт- финал | Четверьт- финал | Полуфинал | Полуфинал | Финал     | Финал     |
| Спортсмен    | Вид  | Результат | Место | Результат       | Место           | Результат | Место     | Результат | Место     |
| ------------ | ---- | --------- | ----- | --------------- | --------------- | --------- | --------- | --------- | --------- |
| Хелен Риттер | 200м | 46,15     | 7     | Не прошла       | Не прошла       | Не прошла | Не прошла | Не прошла | Не прошла |
| Хелен Риттер | 400м | 58,52     | 6     | Не прошла       | Не прошла       | Не прошла | Не прошла | Не прошла | Не прошла |
| Мария Риттер | 800м | 2.14,39   | 7     | Не прошла       | Не прошла       | Не прошла | Не прошла | Не прошла | Не прошла |